# Konsumentföreningen Örebro
Konsumentföreningen Örebro, Konsum Örebro, var en svensk konsumentförening i Örebro, aktiv mellan 1917 och 1996.

## Historik
Konsumtionsföreningen Örebro u. p. a. bildades 1916. Den bildades genom sammanslagning av Örebro kooperativa handelsförening och Handelsföreningen Engelbrekt. Örebro kooperativa handelsförening hade bildats 1901, medan Handelsföreningen Engelbrekt bildades 1906 av arbetare vid Örebro pappersbruk.
Under en period på 1920-talet var föreningen landets näst största konsumentförening efter den i Stockholm, men blev senare omsprungen av Solidar i Malmö.
Under dess första decennier expanderade föreningen genom nyetableringar och fusioner. Mot slutet av 1940-talet hade föreningen filialer på följande orter i Närke:
- Kumla, första butiken etablerad 1918.[5]
- Fylsta, öppnad 1920.[5]
- Pellenäs, öppnad 1921.[5]
- Hallsberg, äldsta butiken öppnad 1922.[6]
- Hällabrottet, öppnad 1926.[7]
- Hovsta, öppnad 1926.[8]
- Garphyttan, lokal konsumtionsförening bildad 1918, övertagen 1928.[9]
- Pålsboda, öppnad 1933.[10]
- Skogaholm, Svennevad, ursprungligen Skogaholms konsumtionsförening, övertagen 1933.[11]
- Hidingebro, öppnad 1934.[12]
- Hjortkvarn, öppnad 1934.[13]
- Haddebo, grundad 1907 av Haddebo konsumtionsförening, övertagen 1935.[11]
- Odensbacken, öppnad 1936.[14]
- Hammarby, Närkes Kil, öppnad 1936.[15]
- Vretstorp, öppnad 1936.[16]
- Mariedam, öppnad 1937.[17]
- Hasselfors, öppnad 1937.[18]
- Svartå, Svartå konsumtionsförening bildades 1923, övertogs 1937.[19]
- Zinkgruvan, Kumla härad, öppnad 1933.[17]
- Lännäs, öppnad 1940.[20]
- Sköllersta, öppnad 1947.[10]
- Åmmeberg, grundad 1891 som Handelsaktiebolaget Enighet, övertagen 1947.[21]
- Östansjö, öppnad 1947.[16]
- Zinkgruvan, grundad 1893 som Knalla handelsförening, övertagen 1948.[21]
- Närkes Kvarntorp, öppnad 1943.[22][23]

Bland senare övertagna föreningar finns Brevens konsumentförening i Kilsmo (affären nedlagd 1986) och Kårbergs konsumtionsförening i Skylleberg.
Flera aktiva inom Konsum Örebro gick vidare till positioner inom Kooperativa förbundet. C. F. Cederlund var affärschef i Konsum Örebro fram till 1926 när han fick samma position inom KF. År 1946 blev Harry Hjalmarsson chef för Konsum Örebro. Han blev 1956 chef för hela Kooperativa förbundet. Hjalmarsson efterträddes av Filip Granlund 1956. Han efterträddes 1971 av Olle Skoog. Skoog gick i pension 1984.
År 1947 öppnades en självbetjäningsbutik på Kungsgatan. Föreningens första Domusvaruhus (nuvarande Kompassen) öppnade den 9 april 1964. Ett av de större projekten under Skoogs tid var etablerandet av Obs! Marieberg i Rävgräva. Stormarknaden invigdes den 18 oktober 1979.
I början av 1990-talet började flera konsumentföreningar överlåta driften av butikerna på KF. Konsum Örebro överlät den 1 januari 1992 sina butiker till Konsumentföreningen Svea. Konsum Örebro upphörde 1996 när föreningen uppgick i Ktf. Svea.
De kooperativa butikerna i Konsum Örebros gamla område drevs av KF centralt i trettio år genom bolaget Coop Butiker & Stormarknader. År 2022 överläts butikerna i området till Coop Mitt.